# Mark Oliphant
Sir Marcus Laurence Elwin Oliphant (Adelaide, 8 ottobre 1901 – Canberra, 14 luglio 2000) è stato un fisico australiano. Egli ha avuto un ruolo importante nella prima dimostrazione sperimentale della fusione nucleare e nello sviluppo di armi nucleari.

## Biografia
Nato e cresciuto ad Adelaide, nell'Australia Meridionale, Oliphant si laureò all'Università di Adelaide nel 1922. Nel 1927 gli fu assegnata una borsa di studio 1851 Exhibition Scholarship sulla base delle ricerche svolte sul mercurio, e si recò in Inghilterra, dove studiò sotto la guida di Sir Ernest Rutherford al Laboratorio Cavendish dell'Università di Cambridge. Lì, utilizzò un acceleratore di particelle per sparare nuclei di idrogeno pesante (deuteroni) su vari bersagli e scoprì i rispettivi nuclei di elio-3 (elioni) e di trizio (tritoni). Inoltre, comprese che, quando reagivano tra loro, le particelle che venivano rilasciate avevano molta più energia di quella iniziale; quest'ultima era stata liberata dall'interno del nucleo, come risultato della fusione nucleare.
Oliphant lasciò il Laboratorio Cavendish nel 1937 per diventare "Poynting Professor" di fisica all'Università di Birmingham. Tentò di costruire un ciclotrone da 60 pollici (150 cm) all'università, ma il suo completamento fu posticipato dallo scoppio della seconda guerra mondiale nel 1939. Si impegnò nello sviluppo del radar, dirigendo un gruppo all'Università di Birmingham che includeva John Randall e Harry Boot. Crearono un nuovo design radicale, il magnetron a cavità, che rese possibile il radar a microonde. Oliphant fece anche parte del comitato MAUD, che riferì nel luglio 1941 che una bomba atomica non solo era fattibile, ma poteva essere prodotta già nel 1943. Oliphant ebbe un ruolo determinante nel diffondere la notizia di questa scoperta negli Stati Uniti, dando così inizio a quello che sarebbe diventato il Progetto Manhattan. Più avanti durante la guerra, ci lavorò con il suo amico Ernest Lawrence al Radiation Laboratory di Berkeley, in California, sviluppando la separazione elettromagnetica degli isotopi, che fornì il componente fissile della bomba atomica Little Boy utilizzata nel bombardamento atomico di Hiroshima nell'agosto del 1945.
Dopo la guerra, Oliphant tornò in Australia come primo direttore della Research School of Physical Sciences and Engineering presso l'Università Nazionale Australiana (ANU), dove avviò la progettazione e la costruzione del più grande generatore omopolare del mondo (500 megajoule). Andò in pensione nel 1967, ma fu nominato governatore dell'Australia Meridionale su consiglio del Premier Don Dunstan. Contribuì alla fondazione del partito politico Australian Democrats e fu il presidente dell'incontro di Melbourne nel 1977, in cui fu lanciato il partito. Dopo che vide sua moglie Rosa soffrire prima della sua morte, avvenuta nel 1987, divenne un sostenitore dell'eutanasia volontaria.
Morì a Canberra il 14 luglio 2000, dove fu cremato.

## Università di Birmingham
Progetto Manhattan
Nel 1940, a Birmingham, Otto Frisch e Rudolf Peierls  dimostrarono, attraverso i loro calcoli, che la realizzazione di una bomba all'uranio 235 era possibile. Oliphant segnalò immediatamente la scoperta ai suoi superiori. Le autorità britanniche, percependo l'urgenza di una bomba atomica, inviarono il rapporto della commissione MAUD al comitato consultivo americano sull'uranio intorno al marzo 1941, ma gli americani non reagirono.
Marcus Oliphant si recò negli Stati Uniti alla fine di agosto a bordo di un bombardiere, apparentemente per discutere del programma radar. In realtà, aveva il compito di scoprire perché gli Stati Uniti avessero trascurato i risultati forniti dalla commissione MAUD. Oliphant affermò che tali rapporti e i loro risultati furono inviati a Lyman Briggs, il direttore del Comitato consultivo sull’uranio, «... e siamo rimasti perplessi nel non aver ricevuto quasi alcun commento. Dopo che sono andato a trovare Briggs a Washington, ho scoperto semplicemente che quest'uomo confuso e mediocre ha messo i rapporti nel suo baule e non li ha mostrati ai membri del suo comitato. Ero stordito e infelice.»
Oliphant si incontrò, quindi, con il Comitato per l'uranio. Samuel K. Allison, un nuovo membro del Comitato, era uno sperimentatore di talento e un protetto di Arthur Compton presso l'Università di Chicago. Da lui venne ricordato come segue: «Oliphant viene ad una riunione e parla di 'bomba' in termini precisi. Ci dice che dobbiamo concentrare tutti i nostri sforzi sulla bomba e che non ci è permesso lavorare su centrali energetiche, o altro che sulla bomba. La bomba costerà 25 milioni di dollari, dice, ma la Gran Bretagna non ha né i fondi né il personale, quindi spetta a noi realizzarla.» Allison apparve sorpresa che Briggs avesse lasciato la commissione all'oscuro.
Successivamente, Oliphant fece visita ai suoi amici Ernest Lawrence, James Conant ed Enrico Fermi per spiegare l'emergenza. Di conseguenza, Lawrence entrò in contatto con Conant e Arthur Compton. Vannevar Bush, presidente della Commissione nazionale per la ricerca sulla difesa (NDRC), aveva appena creato, il 28 giugno 1941, l'Ufficio di ricerca scientifica per la difesa (OSRD), più grande e più potente, con la possibilità di lanciare grandi progetti industriali operazioni, oltre alla ricerca. Il Comitato consultivo sull'uranio divenne l'Operazione OSRD S-1 e nel dicembre 1941, dopo l'attacco a Pearl Harbor, il Distretto ingegneristico di Manhattan fu lanciato come "Progetto Manhattan".
Nel novembre 1943 Oliphant partecipò al Progetto Manhattan, all'interno della delegazione britannica. Preferiva concentrarsi sui processi di arricchimento dell'uranio-235 presso il Lawrence-Berkeley National Laboratory con il suo amico Ernest Lawrence, una parte vitale ma meno apertamente militare del progetto. Nel 1943 ricevette la medaglia Hughes.
Tornò in Inghilterra nell'aprile 1945 e, dopo la vittoria, riprese il suo incarico di professore di fisica all'Università di Birmingham. Fu lì che apprese dell'uso della bomba atomica su Hiroshima. In seguito avrebbe osservato che si sentiva «in qualche modo orgoglioso che (la bomba) avesse funzionato, ma assolutamente terrorizzato da ciò che aveva fatto agli esseri umani». Divenne un aspro critico delle armi nucleari e un membro del movimento Pugwash. «[…] Fin dall’inizio ero terribilmente preoccupato per l’esistenza delle armi nucleari e ho preso una forte posizione contro il loro utilizzo». Il suo lavoro durante la guerra gli avrebbe garantito la più alta onorificenza civile americana, la Medaglia Presidenziale della Libertà, con la Palma d'Oro, ma il governo australiano si oppose.